# Miss Panamá 2023
Miss Panamá 2023 fue la 57.ª edición del certamen Miss Panamá. Se llevó a cabo el 13 de septiembre de 2023 en el Teatro Anayansi del Centro de Convenciones Atlapa, Ciudad de Panamá, Panamá. Quince candidatas representando a las 10 provincias, regiones e islas de Panamá compitieron por el título. Al final del evento, Solaris Barba, Miss Panamá 2022 de Herrera coronó a Natasha Vargas de Los Santos como su sucesora. Vargas representó a Panamá en Miss Universo 2023.
El certamen fue transmitido en vivo para todo Panamá por Telemetro.

## Historia
Este año se llevó a cabo la 2.ª edición del renovado concurso de Miss Panamá, después de que Ricardo Canto asumió la Presidencia del concurso y la representación en Panamá del Miss Universo. 
Natasha Vargas Miss Panamá Universo 2023 competira en Miss Universo 2023 la 72.ª edición del certamen Miss Universo. Se llevará a cabo en el Gimnasio Nacional José Adolfo Pineda, San Salvador, El Salvador el 18 de noviembre de 2023.

## Áreas de competencia

### Gala de presentación
La gala de presentación se llevó a cabo el 9 de junio de 2023, una ceremonia que se llevó a cabo en el Hotel Las Américas Golden Tower, en la Ciudad de Panamá, donde se presentaron oficialmente al público y la prensa, las quince candidatas que competirán por el título de Miss Panamá 2023 y la oportunidad de representar a Panamá en el certamen de belleza internacional, Miss Universo 2023.

### Entrevista preliminar
Celebrada el 9 de septiembre, las candidatas de Miss Panamá fueron calificadas en una entrevista personal para los jueces.

### Selección de Traje Nacional
Realizada el 12 de septiembre, fue la elección del Mejor Traje Nacional. En esta competencia no se evaluaron los concursantes, solo el vestuario.
El evento mostró el trabajo creativo de los diseñadores panameños y también seleccionó el traje para Panamá en Miss Universo 2023. 
| Resultado final | Concurso                                | Diseñador                                   | Tema             |
| --------------- | --------------------------------------- | ------------------------------------------- | ---------------- |
| Ganador         | Mejor Traje Nacional para Miss Universo | Tambor de la Alegría                        | Daniel Cortina   |
| Top 6           |                                         | Diabladas                                   | Daniel Cortina   |
| Top 6           |                                         | Puedo Volar                                 | Virgilio Batista |
| Top 6           |                                         | El salón Amarillo del Palacio de las Garzas | David Sáez       |
| Top 6           |                                         | La india Dormida, Flor del aire             | Rubén Labrador   |
| Top 6           |                                         | La mola, mágico vestido ancestral           | Abdiel Bonilla   |

## Resultados
La ganadora de esta edición representó a Panamá en la 72.ª edición de Miss Universo:
| Resultado final   | Concursante |
| ----------------- | --- |
| Miss Panamá 2023  | - Los Santos – Natasha Vargas                                                                                             |
| Primera Finalista | - Panamá Oeste - Diana Lemos                                                                                              |
| Segunda Finalista | - Chiriquí – Katherine Fuentes                                                                                            |
| Top 7             | - Bocas del Toro – Guadalupe Ureña - Las Perlas - Luisa López - Panamá Centro - Italy Peñaloza - Veraguas - Karliz Moreno |

## Premios especiales
| Premio            | Concursante                          |
| ----------------- | ------------------------------------ |
| Miss Fotogénica   | - Panamá Centro - Italy Peñaloza     |
| Mejor Cabello     | - Los Santos – Natasha Vargas        |
| Cabello Saludable | - Isla del Rey - Anabelis Moreno     |
| Miss Cielo        | - Los Santos – Natasha Vargas        |
| Mejor Silueta     | - Pedasí - Ilany González            |
| Miss Maissi       | - Panamá Oeste - Diana Lemos         |
| Mejor Proyección  | - Panamá Centro - Italy Peñaloza     |
| Mejor Cuerpo      | - Panamá Oeste - Diana Lemos         |
| Miss Amistad      | - Isla de Taboga - Rocibel Jaramillo |

## Jurado
- Héctor Alfonso: Profesor de Pedagogía.
- Stephania De Los Santos: Abogada y Empresaria (solo como juez preliminar).
- Nadia Jiménez: Empresaria (solo como juez preliminar).
- Adela Vásquez: Gerente de Marca · Changan Auto Panamá.
- Shabania Carter Stew: Esposa del embajador del Reino Unido en Panamá (solo como juez preliminar).
- Rossana Tabares: Empresaria (solo como juez preliminar).
- Mariela Vega: Asesora de imagen Personal, Integral y Empresarial (solo como juez preliminar).
- Zunilda Gutiérrez:  diseñadora de moda.
- Dario Moreno: fotógrafo.
- Delia Domínguez: Empresaria.
- María Chacón: Cofundadora de Leotards Panamá.
- Luis M. Caballero: Cofundador de Panama Aesthetics.

## Relevancia histórica de Miss Panamá 2023
- Los Santos gana el título Miss Panamá por novena ocasión, la última vez en el 2015 con Gladys Brandao.
- Chiriquí y Panamá Oeste clasificaron por última vez en 2021.
- Bocas del Toro  clasificó por última vez en 2020.
- Los Santos clasificó por última vez en 2019.
- Veraguas clasificó por última vez en 2018.
- Las Perlas debuta y clasifica por primera vez.
- Panamá Centro clasifica por cuarto año consecutivo.

## Candidatas
15 candidatas participarán en el certamen:
| Provincia/Comarca | Candidata                           | Edad |
| ----------------- | ----------------------------------- | ---- |
| Bocas del Toro    | Guadalupe Mercedes Ureña Coronel    | 28   |
| Coclé             | Kimberlyn Lorena García Castillo    | 25   |
| Colón             | Shayned Rachel La Boissiere Sánchez | 21   |
| Chiriquí          | Katherine Marie Fuentes Bollmeyer   | 27   |
| Darién            | Valentina Sánchez Cuenca Martínez   | 18   |
| Herrera           | Ana Cristina Samaniego González     | 24   |
| Isla del Rey      | Anabelis Yissel Moreno Navas        | 26   |
| Isla de Taboga    | Rocibel Daivonex Jaramillo Vallejos | 27   |
| Las Perlas        | Luisa Lorena López Rodríguez        | 28   |
| Los Santos        | Natasha Lineth Vargas Moreno        | 25   |
| Panamá Centro     | Italy Johan Peñaloza Mora           | 18   |
| Panamá Este       | Krystell Estefana Tolluch González  | 20   |
| Panamá Oeste      | Diana Patricia Lemos Lee            | 24   |
| Pedasí            | Ilany Yasmín González Torres        | 21   |
| Veraguas          | Karliz Isabelle Moreno Lagual       | 23   |

## Datos acerca de las delegadas
- Algunas de las delegadas del Miss Panamá 2023 han participado o participarán en otros certámenes de importancia nacionales e internacionales:
  - Diana Lemos (Panamá Oeste) participó en el Miss Tierra 2018.
  - Guadalupe Ureña (Bocas Del Toro) fue semifinalista en Miss Continentes Unidos 2022.
  - Italy Peñaloza Mora (Panamá Centro) participó en el Miss Panamá 2024 y ganó la corona represenando a la Riviera del Canal.

## Sobre las provincias en Miss Panamá 2023

### Provincias/entidades que regresan a la competencia
Compitieron por última vez en 2021:
- Bocas del Toro
- Colón
- Chiriquí
- Darién
- Isla del Rey
- Isla de Taboga
- Los Santos
- Panamá Este
- Panamá Oeste
- Pedasí
- Veraguas